# Kanada hadereje
Kanada hadereje (Kanadai Erők) a szárazföldi haderőből (Kanadai Hadsereg, angolul Canadian Army), a légierőből (Kanadai Királyi Légierő, angolul Royal Canadian Air Force) és a haditengerészetből (Kanadai Királyi Haditengerészet, angolul Royal Canadian Navy) áll. 1968-tol 2011-ig a három haderő hivatalos neve Szárazföldi Erők Parancsnoksága (angolul Land Force Command), Légi Parancsnokság (angolul Air Command) és Tengeri Parancsnokság (angolul Maritime Command) volt. 2011. augusztus 15-én visszakapták az eredeti neveket.
A haderő főparancsnoka az ország mindenkori uralkodója, jelenleg III. Károly, akit Kanada főkormányzója, jelenleg Mary Simon, képvisel ezen feladatai ellátásában, a haderőt ténylegesen a vezérkar főnöke (Chief of the Defence Staff) irányítja a Fegyveres Erők Tanácsa (Armed Forces Council) segítségével.

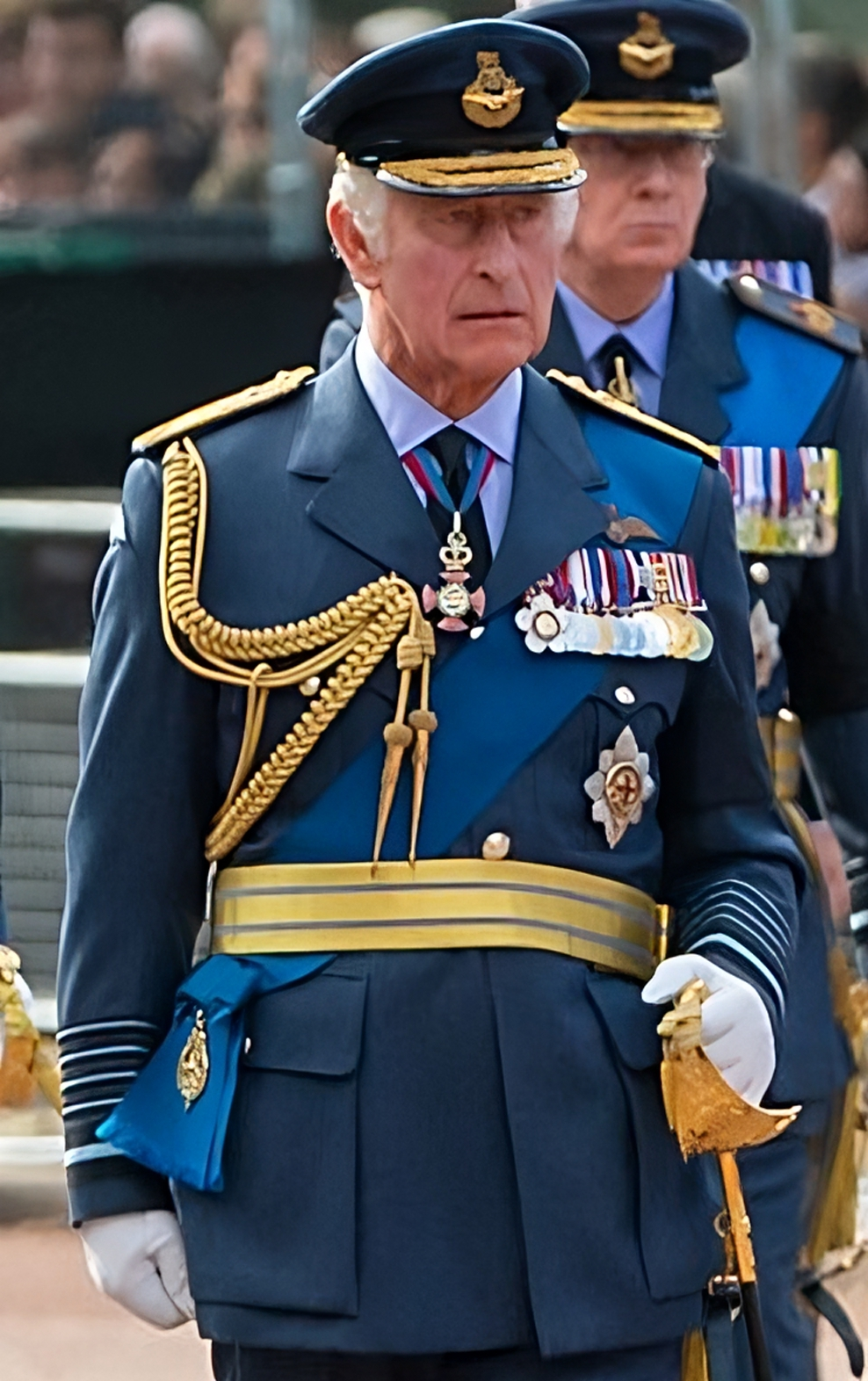
Kanada haderejének főparancsnoka, III. Károly király.

## Általános adatok
- Aktív: 67 756 fő (6100 nő)
- Tartalékos: 47 186 fő
- Hadköteles korú férfi: 8 072 010 fő (17-60 éves korig)
- Hadköteles korú nő: 7 813 462 fő (17-60 éves korig)
- Katonai szolgálatra alkalmas férfi: 6 646 281 fő (17-60 éves korig)
- Katonai szolgálatra alkalmas nő: 6 417 924 fő (17-60 éves korig)
- Katonai költségvetés: 21,8 milliárd kanadai dollár (2010–2011-ben), amely a GDP 1,14%-át teszi ki

## Kanadai Hadsereg

A Kanadai Hadsereg 2011-ben bevezetett jelvénye.
A Kanadai Hadsereg 2011 előtti jelvénye.
A Kanadai Hadsereg lobogója.

Létszám
29 800 fő

### Állomány
- 3 páncélos ezred
- 9 gyalogos zászlóalj
- 3 tüzér osztály
- 3 műszaki ezred
- 3 felderítő század
- 4 légvédelmi ezred
- 1 önálló műszaki ezred

### Felszerelés
| Származási hely               | Megnevezés               | Feladatkör                                    | Mennyiség                | Megjegyzés |
| Páncélozott harcjárművek      | Páncélozott harcjárművek | Páncélozott harcjárművek                      | Páncélozott harcjárművek | Páncélozott harcjárművek |
| ----------------------------- | ------------------------ | --------------------------------------------- | ------------------------ | --- |
| Németország                   | Leopard 2 C2             | harckocsi                                     | 66 db                    | |
| Németország                   | Leopard 2 A4/A6/A6M      | harckocsi                                     | 135 db                   | - Ebből 95 db A4, 40 db pedig A6/A6M változatú. - Kanada 40 db Leopard 2A6/A6M harckocsit lízingel az afganisztáni missziója támogatására. |
| Kanada                        | Coyote                   | felderítő harcjármű                           | 203 db                   | |
| Kanada                        | LAV III                  | páncélozott gyalogsági harcjármű              | 651 db                   | - Hadrendben áll a páncéltörő rakétaindító, parancsnoki, felderítő és műszaki mentő változata is.                                          |
| Kanada                        | AVGP                     | páncélozott szállító harcjármű                | 274 db                   | |
| Kanada                        | Bison                    | páncélozott szállító harcjármű                | 199 db                   | |
| USA                           | M113A3/MTVL              | páncélozott szállító harcjármű                | 1143 db                  | |
| USA                           | Cougar                   | páncélozott harcjármű                         | 40 db                    | |
| USA / Dél-afrikai Köztársaság | Mamba                    | páncélozott harcjármű                         | 75 db                    | |
| Tüzérségi eszközök            |                          |                                               |                          | |
| USA                           | M101                     | 105 mm-es vontatásos tüzérségi löveg          | 96 db                    | |
| Franciaország                 | LG1                      | 105 mm-es vontatásos tüzérségi löveg          | 28 db                    | |
| Egyesült Királyság            | M777                     | 155 mm-es vontatásos tüzérségi löveg          | 12 db                    | |
| Kanada / Svájc                | ADATS                    | önjáró páncéltörő és légvédelmi rakéta indító | 34 db                    | |

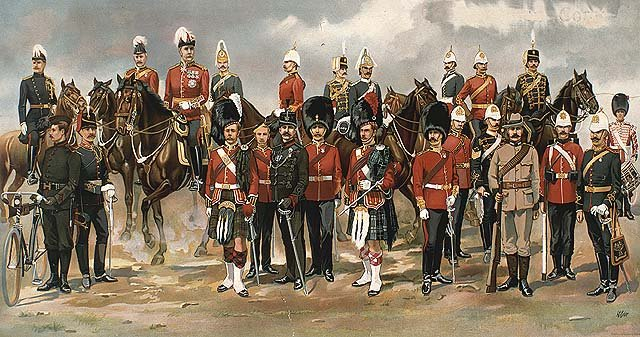
A Kanadai Milícia (Canadian Militia) egyenruhái 1898-ban. A Kanadai Milícia a Kanadai Hadsereg hivatalos elnevezése volt 1855 és 1940 között.
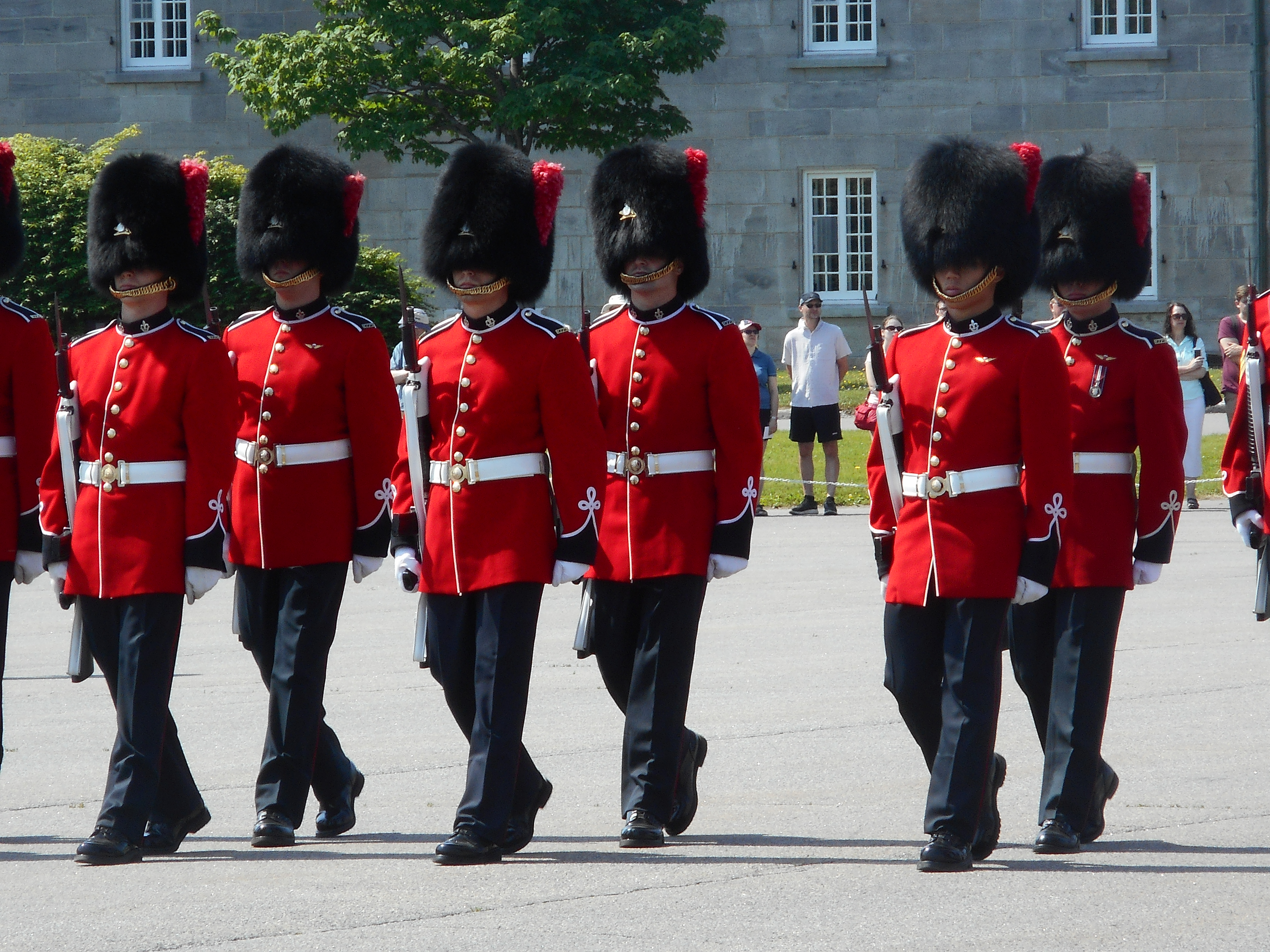
A kanadai Királyi 22. Ezred (Royal 22nd Regiment) katonái díszegyenruhában. A kanadai díszegyenruhák a brit tradíciókat követik.

## Kanadai Királyi Légierő (Royal Canadian Air Force - Aviation royale canadienne)
Létszám

A Kanadai Királyi Légierő lobogója

A Királyi Kanadai Légierő felségjelzése

14 500 fő aktív, 2600 fő tartalékos és 2500 fő civil
Repülési idő a pilótáknál: 210 óra

### Állomány
- 1. Kanadai Légi Hadosztály
  - 1. ezred (Kingston)
    - 400. harcászati helikopteres század
    - 403. harcászati helikopteres század (kiképző)
    - 408. harcászati helikopteres század
    - 427. harcászati helikopteres század
    - 430. harcászati helikopteres század
    - 438. harcászati helikopteres század

  - 3. ezred (Bagottville)
    - 425. harcászati vadászrepülő század
    - 439. harci támogató század

  - 4. ezred (Cold Lake)
    - 410. harcászati vadászrepülő század (kiképző)
    - 417. harci támogató század
    - 419. harcászati vadászrepülő század (kiképző)

  - 5. ezred (Goose Bay)
    - 444. harci támogató század

  - 8. ezred (Trenton)
    - 412. szállító század
    - 424. szállító és mentő század
    - 426. szállító század (kiképző)
    - 436. szállító század
    - 437. szállító század

  - 9. ezred (Gander)
    - 103. kutató-mentő század

  - 12. ezred (Shearwater)
    - 406. tengerészeti műveletek század (kiképző)
    - 423. tengerészeti helikopteres század
    - 443. tengerészeti helikopteres század

  - 14. ezred (Greenwood)
    - 404. tengerészeti felderítő század (kiképző)
    - 405. tengerészeti felderítő század
    - 413. szállító és mentő század (kiképző)

  - 17. ezred (Winnipeg)
    - 402. szállító század
    - 435. szállító és mentő század
    - 440. szállító század

  - 19. ezred (Comox)
    - 407. tengerészeti felderítő század
    - 442. szállító és mentő század

  - 22. ezred (North Bay)
    - Ezen a támaszponton található az Észak-amerikai Légtérvédelmi Parancsnokság (NORAD) egyik központja.
- 2. Kanadai Légi Hadosztály
  - 15. ezred (Moose Jaw)
    - 431. légi bemutató század

  - 16. ezred (Borden)

### Felszerelés
| Származási hely    | Megnevezés         | Feladatkör                                            | Mennyiség                        | Megjegyzés |
| ------------------ | ------------------ | ----------------------------------------------------- | -------------------------------- | --- |
| Kanada             | CT-114 Tutor       | bemutató repülőgép                                    | 25 db                            | |
| Kanada             | CC-115 Buffalo     | kutató-mentő repülőgép                                | 6 db                             | |
| USA                | CC-130 Hercules    | szállító/légi utántöltő repülőgép                     | 30 db                            | Ebből 8 db E, 8 db H, 9 db J és 5 db T változatú (mely képes légi utántöltésre) |
| Kanada             | CC-138 Twin Otter  | szállító repülőgép                                    | 4 db                             | |
| USA                | CP-140 Aurora      | tengerészeti felderítő repülőgép                      | 19 db                            | - Az amerikai P-3 Orion repülőgépek helyi igények szerint módosított változata. |
| Kanada             | CT-142 Dash 8      | kiképző repülőgép                                     | 4 db                             | - A szállító repülőgépek személyzetének kiképzésére használják. |
| Kanada             | CC-144 Challenger  | szállító repülőgép                                    | 6 db                             | |
| Franciaország      | CC-150 Polaris     | szállító/légi utántöltő repülőgép                     | 5 db                             | - Ebből 2 db légi utántöltésre is alkalmas MRTT változatú. |
| Egyesült Királyság | CT-155 Hawk        | sugárhajtású kiképző repülőgép                        | 20 db                            | |
| USA                | CT-156 Harvard II  | kiképző repülőgép                                     | 25 db                            | |
| USA                | CC-177 Globemaster | szállító repülőgép                                    | 4 db                             | |
| Kanada / USA       | CF-188A/B Hornet   | többfeladatú vadászrepülőgép                          | 103 db                           | - Ebből 72 db A (együléses) és 31 db B (kétüléses) változatú - A repülőgépek az amerikai F/A-18 Hornet repülőgép kanadai, licenc alapján gyártott változatai. - Eredetileg 138 db került beszerzésre. |
| Helikopterek       |                    |                                                       |                                  | |
| USA / Kanada       | CH-124 Sea King    | tengeralattjáró-elhárító / könnyű szállító helikopter | 27 db                            | - Eredetileg 41 db került beszerzésre. Váltótípusa a CH-148 Cyclone. |
| USA                | CH-139 JetRanger   | kiképző helikopter                                    | 1 db                             | |
| Kanada             | CH-146 Griffon     | szállító helikopter                                   | 98 db                            | |
| USA                | CH-147 Chinook     | szállító helikopter                                   | 5 db                             | |
| USA                | CH–148 Cyclone     | tengeralattjáró-elhárító / könnyű szállító helikopter | 1 db (további 27 db megrendelve) | |
| Olaszország        | CH-149 Cormorant   | könnyű kutató-mentő helikopter                        | 14 db                            | |
| Oroszország        | CH-178             | szállító helikopter                                   | 4 db Mi-17V-5                    | |

## Kanadai Királyi Haditengerészet (Royal Canadian Navy - Marine royale canadienne)
Létszám
9000 fő
Hadihajók

A Kanadai Királyi Haditengerészet jelvénye

A Kanadai Királyi Haditengerészet lobogója

A Kanadai Királyi Haditengerészet hadihajóinak megkülönböztető jelzése az HMCS (Her Majesty’s Canadian Ship, franciául Navire Canadien de Sa Majesté - Őfelsége kanadai hajója).
- 4 db romboló
- 12 db fregatt
- 14 db járőrhajó
- 6 db vegyes feladatú hajó